# Kościół Świętej Rodziny i klasztor Reformatów we Lwowie
Kościół Świętej Rodziny i klasztor Reformatów (cerkiew św. Andrzeja) – kościół we Lwowie, położony przy ulicy Tarasa Szewczenki 66 (ukr. Шевченка Т., 66; przed 1945 – Janowska). Obecnie jest to cerkiew w jurysdykcji eparchii lwowskiej Kościoła Prawosławnego Ukrainy.

## Historia
Pierwotny klasztor reformatów zlikwidowany został w 1789. Reformaci podjęli decyzję o powrocie do Lwowa. 9 stycznia 1895 zakon kupił działkę przy ulicy Janowskiej 58 (obecnie ulica T. Szewczenki 66). Świątynię zbudowano w latach 1896–1899 w stylu neorenesansowo-neobarokowym według projektu architekta Michała Kowalczuka i poświęcono Świętej Rodzinie. Obok wzniesiono budynki klasztorne. Główna fasada kościoła wychodziła na ulicę Janowską i była zdobiona wysokim frontonem i portalem wejścia głównego. W polu środkowym fasady umieszczono aediculę z kanelowanych kolumn, ustawionych na tle pilastrów. Nad wysokim dachem zbudowano sygnaturkę. Trzynawowy gmach kościoła wzniesiono na planie prostokąta i zakończono absydą.
Wystrój wnętrza kościoła utrzymany był w stylu neobarokowym. Zespół sześciu ołtarzy i ambonę wykonała firma Ferdynanda Majerskiego z Przemyśla, zaś organy – czeska firma Rieger z Krnowa. Autorem polichromii jest Tadeusz Popiel. Witraże w prezbiterium wykonała firma F. Mayera z Monachium (1897), a w oknach korpusu kościoła – K. Gejlinga z Wiednia (1900).
W dniu 2 października 1910 arcybiskup Józef Bilczewski dokonał konsekracji świątyni.
Po drugiej wojnie światowej kościół zamieniono na klub, a klasztor na biura.
Po 1990 przekazano go wiernym Ukraińskiego Autokefalicznego Kościoła Prawosławnego 
na cerkiew, którą następnie wyświęcono pod wezwaniem św. Andrzeja Apostoła (ukr. святого Андрія Первозванного). W latach 1993–1998 dokonano przebudowy obiektu (m.in. zwieńczono go trzema kopułami), wzniesiono też wolnostojącą dzwonnicę. Od 2018 r. świątynia służy wiernym Kościoła Prawosławnego Ukrainy.